# ZAC Clichy-Batignolles
Cet article court présente un sujet plus développé dans : Clichy-Batignolles.

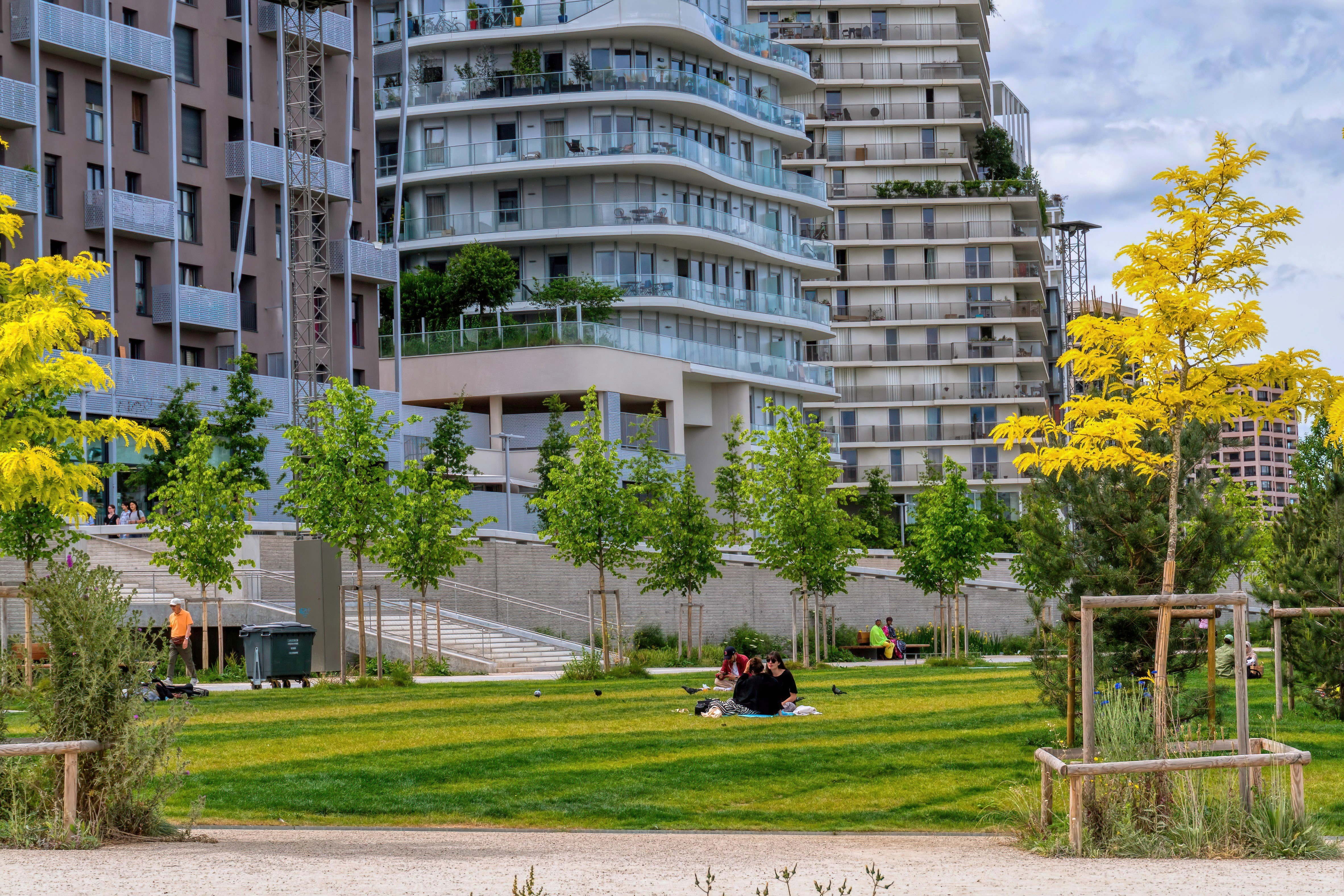
Photographie du quartier des Batignolles

La ZAC Clichy-Batignolles est une zone d'aménagement concerté située dans le 17e arrondissement de Paris.

## Situation et accès
Le périmètre de la « ZAC Clichy-Batignolles » est délimitée par la rue Saint-Just, une partie du boulevard Berthier, une partie de la porte de Clichy, une partie de l'avenue de Clichy, une partie de la rue Cardinet, la ligne de chemin de fer de Paris-Saint-Lazare et une partie du boulevard de Douaumont,.

## Historique
La « ZAC Clichy-Batignolles », créée par délibération du Conseil municipal de Paris des 12 et 13 février 2007,. 
Elle constitue, avec la ZAC Cardinet-Chalabre, créée en 2005, et le secteur Saussure, créé en 2010, un vaste projet de développement urbain également appelé Clichy-Batignolles qui s'étend en grande partie sur le territoire de l'ancien dépôt ferroviaire des Batignolles.

L'article 3 de la délibération est ainsi rédigé : 

« Le programme global prévisionnel des constructions dans la ZAC est d'environ 353 000 mètres carrés de surface hors œuvre nette comprenant des logements, des bureaux, des équipements publics et des commerces. En outre, l'opération prévoit la reconstitution sous dalle de fonctions ferroviaires, la réalisation d'un pôle de logistique urbaine comprenant un centre de tri des déchets recyclables, un ensemble de quais et de voies ferrées destinées au transport des marchandises, une centrale à béton et un parc pour autocars. »

.

## Équipements et logements
la ZAC comprend 3 400 logements, 140 000 m2 de bureaux et 31 000 m2 de commerces et services, les équipements publics représenteront 38 000 m2, et le Tribunal de Paris 120 000 m2

## Voies
Voies entièrement ou partiellement incluses dans la « ZAC Clichy-Batignolles »
- Rue André-Suarès
- Rue du Bastion
- Rue Bernard-Buffet
- Boulevard Berthier
- Rue Cardinet
- Avenue du Cimetière-des-Batignolles
- Avenue de Clichy
- Allée Colette-Heilbronner
- Boulevard de Douaumont
- Place Françoise-Dorin
- Rue Gilbert-Cesbron
- Passerelle Marcelle-Henry
- Place Marcelle-Henry
- Rue Georges-Picquart
- Parc Martin-Luther-King
- Rue Mère-Teresa
- Rue Mstislav-Rostropovitch
- Avenue de la Porte-de-Clichy
- Porte de Clichy
- Rue René-Blum
- Rue Saint-Just
- Allée Yvette-Guilbert
- Tribunal de Paris